# Puy de Mercœur
Pour les articles homonymes, voir Mercœur.
Le puy de Mercœur est un volcan éteint de la chaîne des Puys, dans le Massif central.

## Géographie
Le puy de Mercœur se trouve sur la commune de Saint-Genès-Champanelle, au sud-ouest de Clermont-Ferrand, juste au nord des puys de Lassolas et de la Vache.
Il s'agit d'un volcan de type strombolien présentant un cratère simple, régulier et complètement fermé culminant à 1 249 mètres d'altitude.

## Sismologie
Le puy de Mercœur est le seul volcan de la chaîne des Puys sous lequel une activité sismique a été observée : les 26 et 27 mai 1986, quinze séismes ont été enregistrés, avec une profondeur de foyer de douze kilomètres.